# Touville
 Touville  là một xã thuộc tỉnh Eure trong vùng Normandie miền bắc nước Pháp.